# Maqat
Maqat (kasachisch Мақат, russisch Макат Makat) ist ein Ort in Kasachstan.

## Geografie
Maqat liegt im Westen Kasachstans im Gebiet Atyrau etwa 125 Kilometer nordöstlich von Atyrau am östlichen Randgebiet der Kaspischen Senke. Die Umgebung ist durch weitläufige und flache wüstenartige Ebenen gekennzeichnet, die mit zahlreichen Salzseen durchzogen sind. Auch im Ortsgebiet von Maqat selbst befinden sich mehrere Salzseen, um die die Bebauung von Maqat angelegt ist. In der Region gibt es zahlreiche Erdölvorkommen.
Das Klima in Maqat ist kontinental und trocken. Die Winter sind ziemlich kalt mit einer Durchschnittstemperatur im Januar von −10 °C, die Sommer sind heiß mit durchschnittlichen Temperaturen von 25 °C. Das ganze Jahr über gibt es nur wenig Niederschlag.

## Bevölkerung
Bei der Volkszählung 1999 hatte Maqat 12.593 Einwohner. Die letzte Volkszählung 2009 ergab für den Ort eine Einwohnerzahl von 14.266. Bei der letzten Volkszählung 2021 lebten 13.837 Menschen in Maqat. Die Fortschreibung der Bevölkerungszahl ergab zum 1. Januar 2025 eine Einwohnerzahl von 13.734.
| Einwohnerentwicklung               | Einwohnerentwicklung | Einwohnerentwicklung | Einwohnerentwicklung | Einwohnerentwicklung | Einwohnerentwicklung | Einwohnerentwicklung | Einwohnerentwicklung |
| 1939                               | 1959                 | 1970                 | 1979                 | 1989                 | 1999                 | 2009                 | 2021                 |
| ---------------------------------- | -------------------- | -------------------- | -------------------- | -------------------- | -------------------- | -------------------- | -------------------- |
| 4.849                              | 5.897                | 9.123                | 10.391               | 14.010               | 12.593               | 14.266               | 13.837               |
| Anmerkung: Volkszählungsergebnisse |                      |                      |                      |                      |                      |                      |                      |

## Wirtschaft und Verkehr
Maqat ist ein wichtiges Zentrum der Erdölförderung der Region und ein bedeutender Eisenbahnknotenpunkt im Westen des Landes. So liegt der Ort an der Eisenbahnlinie von Atyrau kommend über Maqat und Qandyaghasch bis ins russische Orsk. In Maqat zweigt davon die Bahnstrecke über Qulsary und Beineu nach Aqtau ab. Außerdem führt von Maqat aus eine Industriebahn bis nach Inderbor. Maqat liegt zudem an der kasachischen Fernstraße A27, die in südwestlicher Richtung nach Atyrau und weiter zur russischen Grenze und in nordöstlicher Richtung über Qandyaghasch nach Aqtöbe führt.

## Söhne und Töchter des Ortes
- Satimschan Sanbajew (1939–2013), Schriftsteller und Schauspieler